# يولاندا يونغ
يولاندا يونغ (بالإنجليزية: Yolanda Young)‏ هي كاتِبة وصحفية أمريكية، ولدت في 31 أكتوبر 1968.